# Nicholas Baker (remero)
Nicholas Baker (13 de febrero de 1985) es un deportista australiano que compitió en remo. Ganó dos medallas en el Campeonato Mundial de Remo, en los años 2010 y 2011, ambas en la prueba de ocho con timonel ligero.

## Palmarés internacional
| Campeonato Mundial | Campeonato Mundial        | Campeonato Mundial | Campeonato Mundial      |
| Año                | Lugar                     | Medalla            | Prueba                  |
| ------------------ | ------------------------- | ------------------ | ----------------------- |
| 2010               | Cambridge (Nueva Zelanda) | Medalla de plata   | Ocho con timonel ligero |
| 2011               | Bled (Eslovenia)          | Medalla de oro     | Ocho con timonel ligero |